# Community Action Tenants Union
Community Action Tenants Union és un sindicat nacional de llogaters a Irlanda. Fundat el 2019, és una organització de membres massius de "lloguers, llogaters municipals, titulars d'hipoteques i persones en situacions d'emergència i precàries".
CATU està afiliada a ACORN International.

## Estructura
Els membres de CATU estan organitzats en branques locals a tota l'illa d'Irlanda, amb comitès elegits pels membres locals. Un comitè nacional coordina el treball de les branques locals. La CATU organitza campanyes a escala local i nacional, i la seva tasca es basa en principis d'acció directa. Modelat a partir d'altres sindicats d'arrendataris afiliats a ACORN International, com ara Scottish Living Rent, CATU va ser influenciat pel treball de la National Association of Tenants Organisations (NATO), que va representar els llogaters a Irlanda als anys seixanta i setanta, liderant famosament una vaga nacional de lloguers de 1970 a 1973.